# Президентский бульвар
Президе́нтский бульва́р (ранее — Верхнебасурманская улица, улица Урицкого) — улица в центре города Чебоксары, столицы Чувашской Республики. Расположен в Ленинском административном районе города.
Пролегает вдоль берега Чебоксарского залива на 1,7 км. Бульвар начинается от Красной площади в центре города, пересекает улицы: Композиторов Воробьёвых, Дзержинского, Кооперативную и заканчивается, вливаясь в 30-ю автодорогу.
Президентский бульвар является главной правительственной улицей города. Большинство крупных зданий, расположенных вдоль улицы, имеют статус правительственных объектов.
Здесь расположены здание Администрации Главы Чувашской Республики, новое здание Дома правительства Чувашской Республики, Верховный суд Чувашии и Федеральное казначейство.
Из общественных и культурных объектов выделяются театр кукол, филармония, Дом детского и юношеского творчества, торгово-деловой комплекс «Каскад-Сити», рестораны «Вкусно — и точка» и кафе «Пицца-Ник».

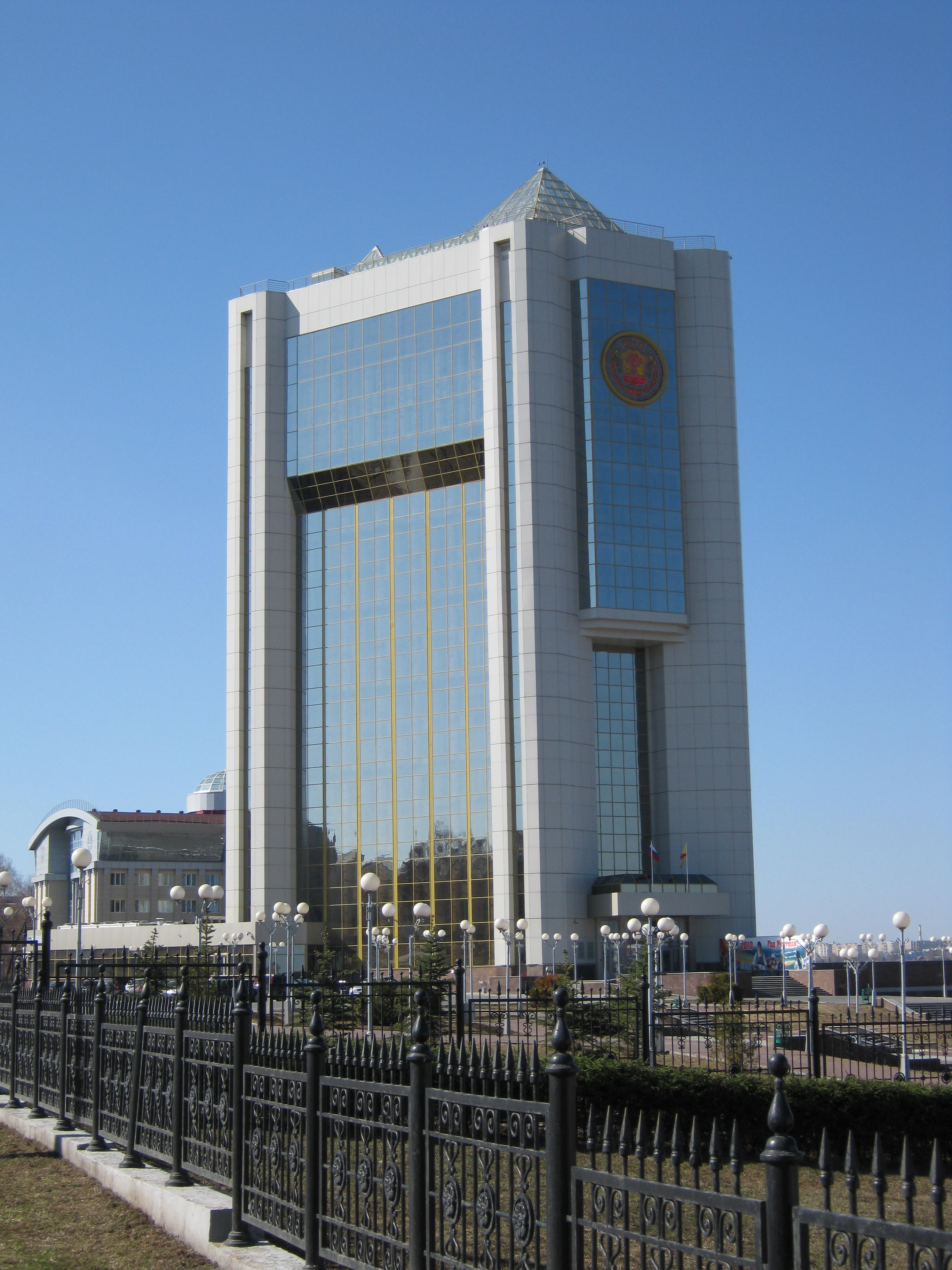
Комплекс администрации Главы Чувашской Республики на Президентском бульваре

## История названия

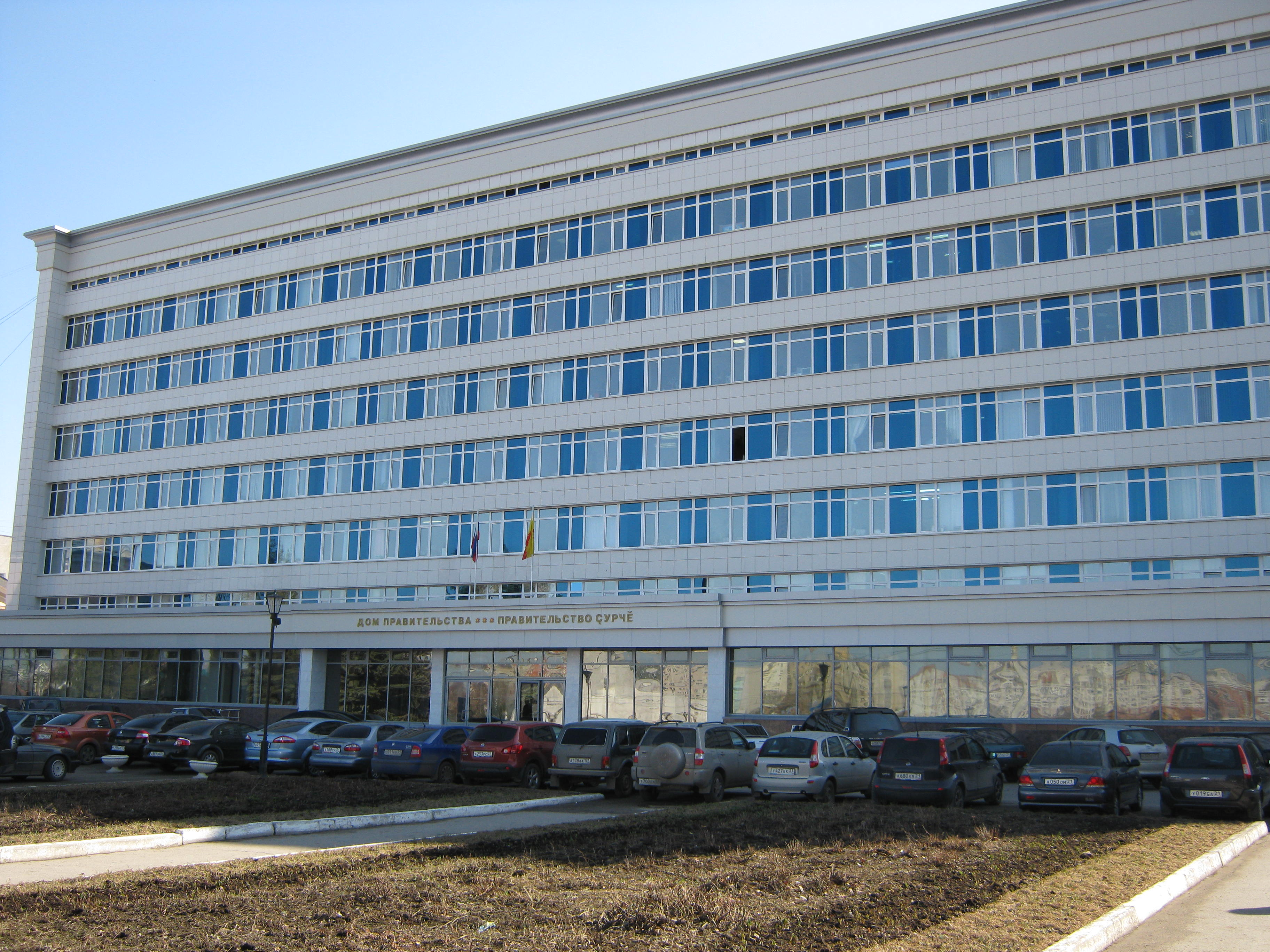
Новое здание Дома Правительства Чувашской Республики

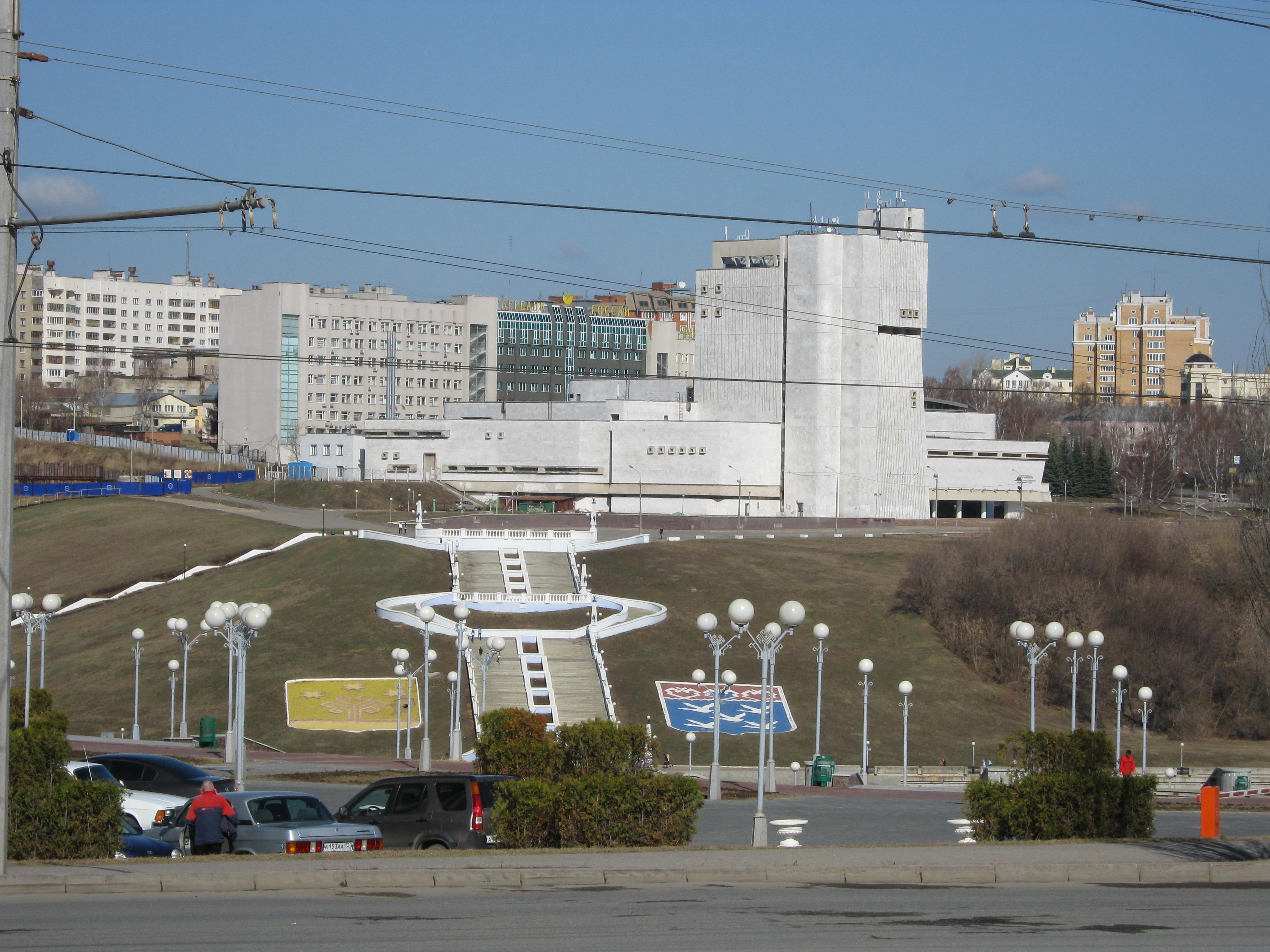
Вид с Президентского бульвара на театр оперы и балета

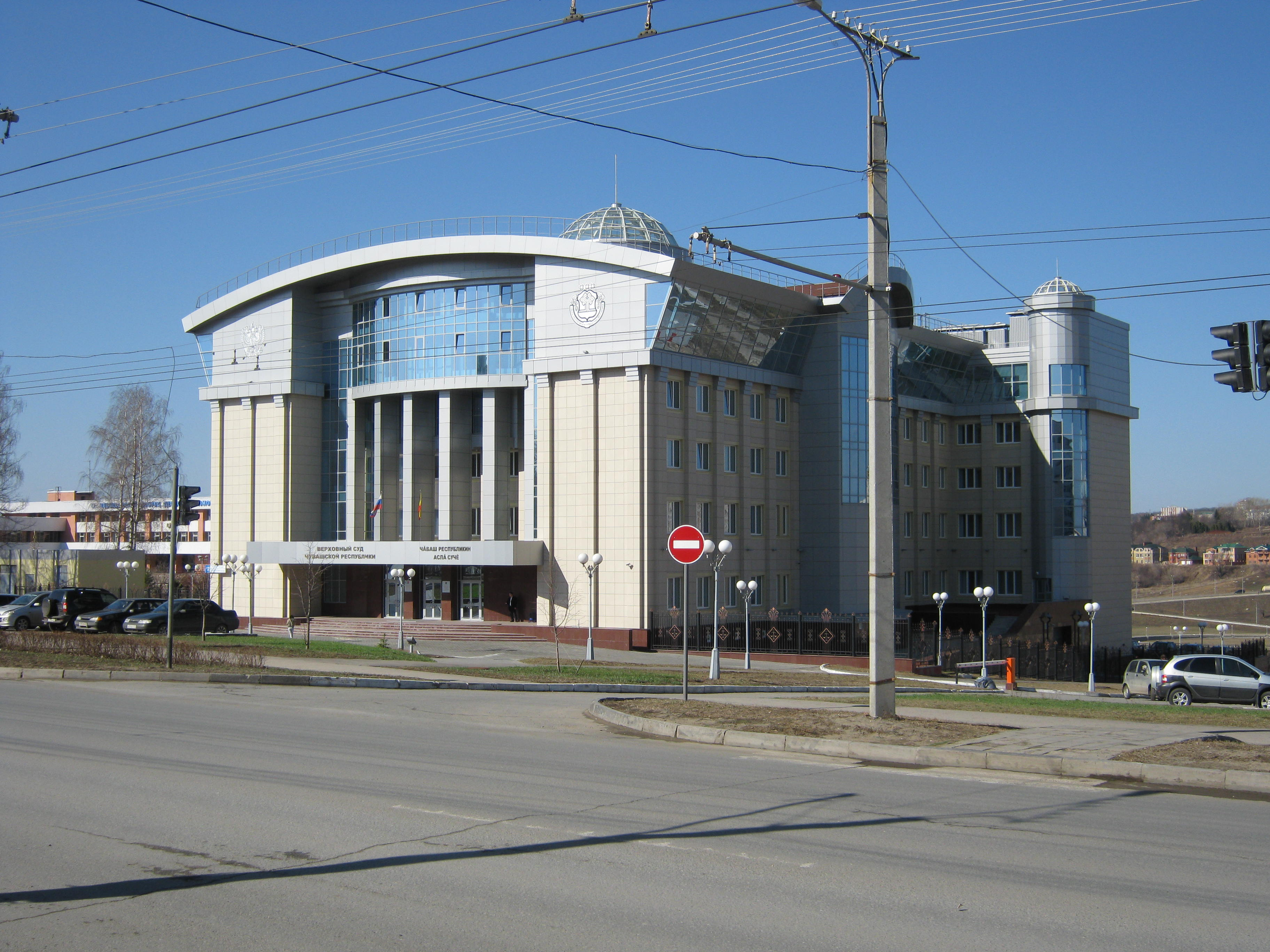
Верховный суд Чувашской Республики

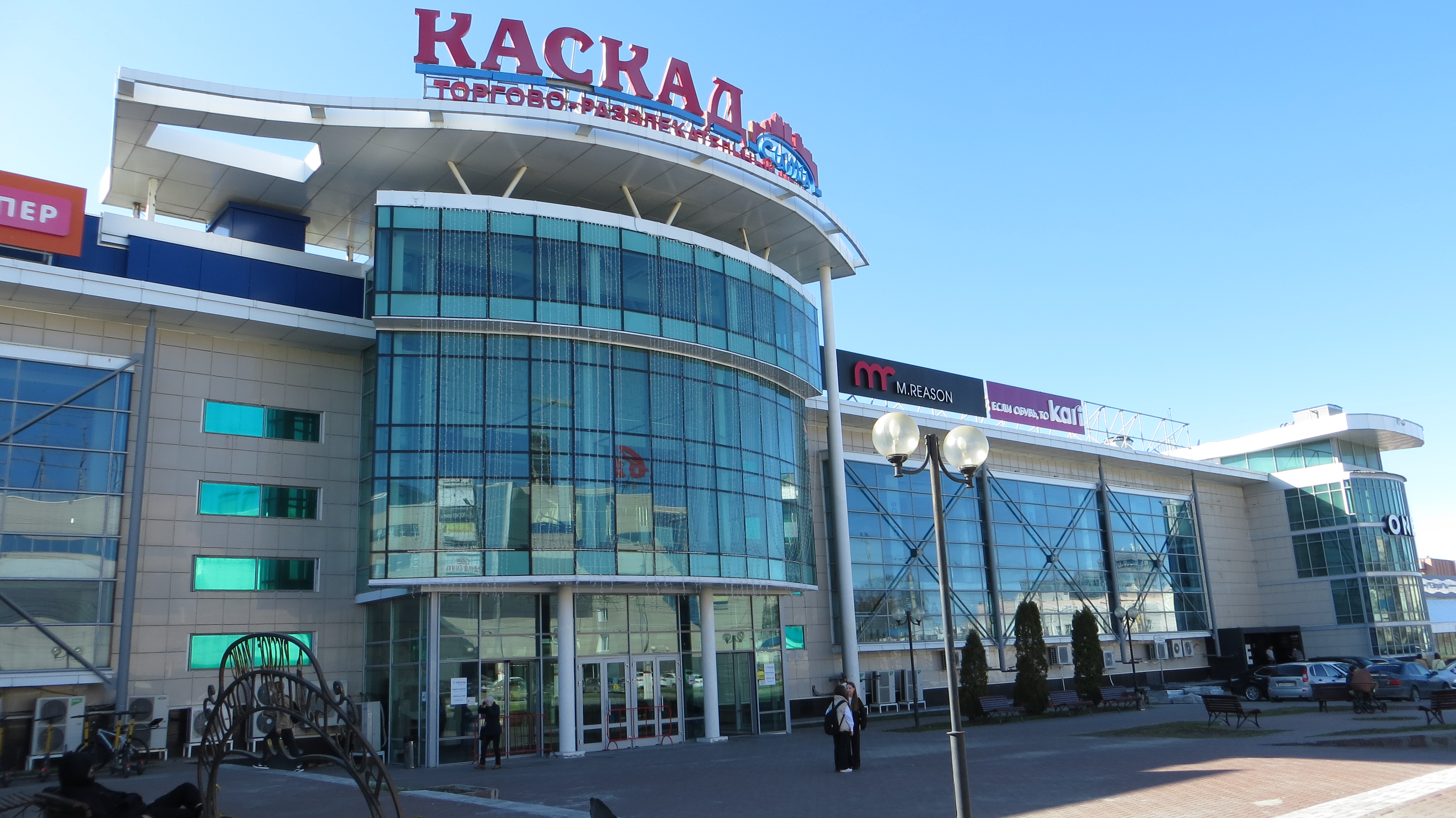
Вид на торгово-деловой комплекс «Каскад-Сити»

До 1926—1927 годов улица носила название Верхнебасурманская. Она упоминается при описании пребывания А. С. Пушкина в Чувашии. 

Краевед А. И. Терентьев писал, что переименование, скорее всего, произошло в период с 16 января 1926 по 29 ноября 1927 года:

Верхнебасурманская улица была переименована в улицу Урицкого, Старый Басурманский переулок — в Горшечный. Нижнебасурманская становится улицей Каменева, позже — Ворошилова и Баумана.
Название Басурманская, видимо, связано с далеким прошлым, когда в Чебоксарах существовала слобода, заселенная татарами, возможно, даже некрещеными чувашами. Ведь для русских они также были басурманами. Затем басурманы ушли, а название осталось. В первые годы Советской власти улицу переименовали в Каменева, а затем — Ворошилова.— Чебоксары и чебоксарцы: Записки краеведа

Мнение краеведа следует уточнить следующим высказыванием профессионального историка:

В уставной грамоте Ивана IV от 9 февраля 1574 года предлагалось представителям чувашской феодальной прослойки — сотным и десятным князьям, «лучшим людям» (тарханам) переехать в Чебоксары и ставить дворы в особой слободе. В то время уже имелась такая слобода. Там поселилось более 20 дворов служилых чувашей. Хотя они крестились, стали служилыми новокрещенами, но их поселение называли Басурманской слободой (позднее — дер. Маложданово). Она была расположена южнее города вдоль Чебоксарки. Служилые новокрещены были наделены небольшими поместьями. В 1631—1632 годах числилось 28 служилых новокрещенов, в 1678 году — 29. Слобода существовала в течение всего XVII века.— Димитриев В. Д. Чебоксары: очерки истории города конца XIII-XVII веков.

Не вполне ясно, имели ли улицы с формантом «Басурманская» топографическую связь с упомянутой Басурманской слободой, но басурманами, в условиях Чебоксар, называли не каких-то неопределённых «татар», а этнических чуваш.
Улица Урицкого была поглощена бульваром при его строительстве. 

Распоряжениями администрации города Чебоксары (от 16 декабря 2005 года № 4671-р и от 17 августа 2006 года № 2718-р) часть улиц Урицкого и Шевченко были переименованы в Президентский бульвар со сменой нумерации отдельных зданий.

Бульвар получил своё название в связи с расположением на нём комплекса администрации Президента Чувашской Республики и носит его до сих пор, несмотря на то, что в 2012 году должность Президента Чувашской Республики была упразднена.

### Попытки переименования
В начале февраля 2013 года в приёмную ЛДПР Чувашии обратились горожане, которые предложили их лидеру Андрею Кулагину идею переименования Президентского бульвара в бульвар имени «Первого Президента Чувашии Н. В. Фёдорова».

В обращении, опубликованном на сайте ЛДПР в Чувашии, говорилось об утрате смысла в названии «Президентский» бульвар, так как в Чувашии уже давно нет должности Президента, а также приведены аргументы в пользу переименования бульвара именно в честь первого Президента Чувашии Николая Фёдорова.

19 февраля это предложение было оформлено и в должном порядке направлено главе города Леониду Черкесову, однако по истечении положенного 30-дневного срока запрос так и остался без рассмотрения.

## Перспективы развития
В 2010 году по градостроительному плану, разработанному ОАО "Проектный институт «Чувашгражданпроект» под председательством главы Чувашской Республики, Президентскому бульвару отводится роль главной транспортной артерии Чебоксар.
Предполагается освободить центральные улицы города, такие как улица Карла Маркса и проспект Ленина для общественного транспорта, а весь автомобильный трафик перенести на Президентский бульвар. Для этого все улицы и проезды, отходящие от проспекта Ленина, которые в настоящее время уходят в тупики, соединить с Президентским бульваром, разделив жилую застройку на полноценные кварталы. Вокруг Чебоксарского залива чуть выше нынешней набережной расположить ещё одну — своеобразное бульварное кольцо, по которому можно будет гулять или кататься на велосипеде. Здание филармонии реконструируется, а рядом с ним предполагается разместить гостиницу. В верхней части залива, у транспортной развязки, будет построен физкультурно-досуговый центр.

Каждый уголок бульвара предлагалось украсить скульптурами и цветочными композициями на темы из истории Чувашии. Детская площадка у «Дома мод» будет реконструирована, в районе Красной площади будут установлены главные городские часы, а рядом с уже построенным торговым комплексом «Каскад-Сити» устроен каскад из прудов.
По плану две лестницы, спускающиеся к заливу от здания Администрации Главы Чувашской Республики и театра оперы и балета, будут соединены ажурным мостом с бьющими из-под него в обе стороны фонтанами.

Также предполагается соединить Президентский бульвар с проспектом Ивана Яковлева, что позволит окончательно разгрузить от транспорта проспект Ленина.
Кроме строительства дорог в плане предусматривается значительное озеленение прилегающих территорий и придание эстетического вида ярмарке и Центральному рынку.

Офисная и жилая застройка будет производиться по правой (восточной) стороне Президентского бульвара с оставлением буферной зоны, в которой разместятся парки, скверы и газоны. Президентский бульвар планируется сделать привлекательным, красивым и максимально широким.

## Здания и сооружения
- № 1/15 — Центр современного искусства — филиал Чувашского государственного художественного музея[10], ОАО «Ростелеком», кафе.
- № 3/20 — бизнес-центр «Дом мод»
- № 4 — бывший Росбанк
- № 5/17 — ресторан «Макдоналдс»
- № 6 — здание Федерального казначейства
- № 9 — здание филармонии[11], кафе «Пицца-Ник»
- № 10 — здание Администрации Главы Чувашской Республики
- № 11 — магазин «Антей»
- № 12 — здание Верховного суда Чувашской Республики
- № 13 — гостиница «Атал»
- № 14 — Дворец детского и юношеского творчества
- № 15,  памятник архитектуры (региональный) — здание Чувашского государственного театра кукол[12] (1955, бывшее здание библиотеки горкома партии)[13]
- № 17 — новое здание Дома Правительства Чувашской Республики
- № 19 — второй учебный корпус педагогического университета
- № 19а — пятый учебный корпус педагогического университета
- № 20 — торгово-деловой комплекс «Каскад-Сити»
- № 21 — гимназия № 5
- № 23 — торговый центр «Карусель»
- № 27а — Банк ВТБ 24 (ПАО) Архивная копия от 14 октября 2016 на Wayback Machine
- № 27б — гостиница «IBIS»
- № 31 — бизнес-центр

## Проезд. Транспорт
- Троллейбус № 21
- Маршрутки № 5

## Смежные улицы
- Площадь Республики
- Красная площадь
- Московский проспект
- Улица Композиторов Воробьёвых
- Улица Дзержинского
- Ленинградская улица
- Улица Карла Маркса
- 30-я автодорога